# Streptogonopus phipsini
Streptogonopus phipsini är en mångfotingart som först beskrevs av Pockcok 1892.  Streptogonopus phipsini ingår i släktet Streptogonopus och familjen orangeridubbelfotingar. Inga underarter finns listade i Catalogue of Life.